# Belle Fourche

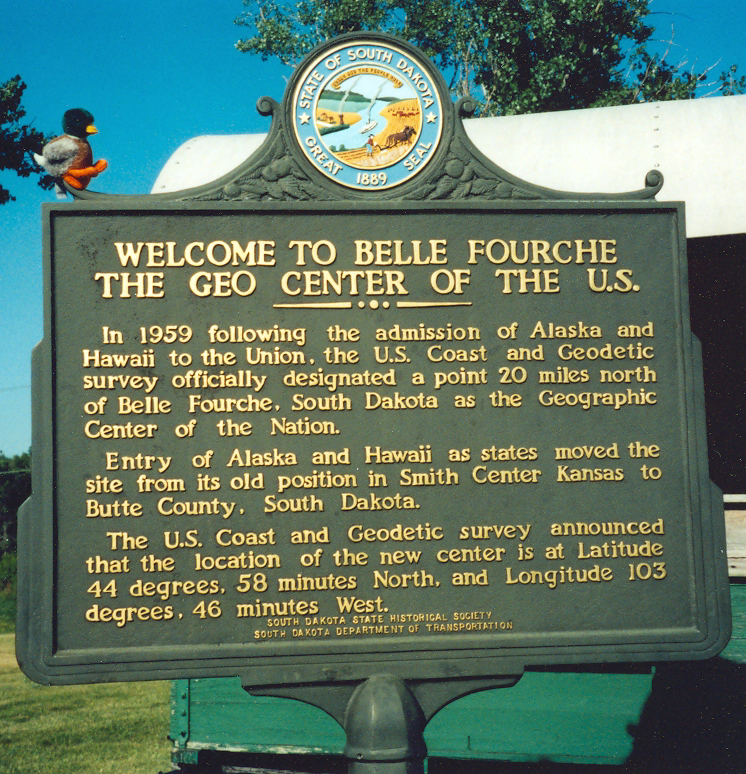
Belle Fourche, het geografische middelpunt van de Verenigde Staten

Belle Fourche is een plaats (city) in de Amerikaanse staat South Dakota, en valt bestuurlijk gezien onder Butte County.

## Geschiedenis
Seth Bullock en Solomon Star overtuigden de Fremont, Elkhorn and Missouri Valley Railroad ervan om een spoorlijn aan te leggen naar hun ranch bij Minnesela en boden daarvoor delen van hun land aan. Drie kilometer ten noordoosten van Minnesela werd een station gebouwd en de inwoners van dat dorpje werden door Bullock en Star aangemoedigd om zich bij het station te vestigen. Zo ontstond Belle Fourche, dat feitelijk al als kleine nederzetting uit de Franse tijd bestond. Dankzij de inspanningen van Bullock en Star groeide het station van Belle Fourche uit tot het grootste station voor veetransport van de Verenigde Staten. De bloeiende economie van Belle Fourche ging ten koste van Minnesela, dat wegkwijnde.

## Demografie
Bij de volkstelling in 2000 werd het aantal inwoners vastgesteld op 4565.
In 2006 is het aantal inwoners door het United States Census Bureau geschat op 4757, een stijging van 192 (4,2%).

## Geografie
Volgens het United States Census Bureau beslaat de plaats een oppervlakte van
8,4 km², waarvan 8,2 km² land en 0,2 km² water. Belle Fourche ligt op ongeveer 921 meter boven zeeniveau.
Na het toetreden van Hawaï en Alaska tot de Verenigde Staten in 1959 stelde de U.S. Coast and Geodetic Survey vast dat een punt op 20 mijl ten noorden van Belle Fourche het geografische middelpunt van de natie is.

## Plaatsen in de nabije omgeving
De onderstaande figuur toont nabijgelegen plaatsen in een straal van 28 kilometer rond Belle Fourche.